# Юлия Соэмия
Ю́лия Соэмия Бассиа́на (180 — 11 марта 222) — мать римского императора Гелиогабала и правительница Римской империи в период его несовершеннолетия.

## Биография
Юлия Соэмия была дочерью Юлии Месы, римлянки сирийского происхождения. Юлия родилась и выросла в Эмесе (современный Хомс, Сирия). Она была племянницей Юлии Домны и императора Септимия Севера, а также сестрой Юлии Мамеи. Её мужем был Секст Варий Марцелл, сирийский всадник. Будучи членами императорской семьи, они жили в Риме. В 217 году двоюродный брат Юлии Соэмии император Каракалла был убит заговорщиками, а глава заговора Макрин взошёл на императорский трон. Юлия Домна покончила с собой. Её семье было разрешено вернуться в Сирию, однако она включилась в политическую борьбу. Вместе с матерью Юлия Соэмия составила заговор с целью заменить Макрина на своего сына, 13-летнего Бассиана (Гелиогабала). Чтобы узаконить претензии на престол, Юлия Соэмия и её мать распространили слух, что Гелиогабал был незаконнорождённым сыном Каракаллы в кровосмесительной связи его с Юлией Соэмией. В 218 году Макрин был убит, а императором стал Гелиогабал.
Юлия Соэмия, её сестра и мать стали фактическими правительницами Рима, так как подросток Гелиогабал был неспособен управлять империей. Их правление было непопулярно, и вскоре возникло недовольство, в основном из-за странного поведения Гелиогабала, прославившегося своим распутством. Юлия Соэмия и Гелиогабал были убиты преторианской гвардией в 222 году. Юлия позже была объявлена врагом государства и её имя вычеркнуто из всех записей.
Юлия Соэмия стала персонажем исторического романа Антонина Ладинского «В дни Каракаллы» (1961).